# Krzysztof Lewandowski (samorządowiec)
Krzysztof Lewandowski (ur. 8 sierpnia 1973 r. w Zabrzu) – polski adwokat, działacz samorządowy, autor książek prawniczych i historycznych. W latach 2006-2024 wiceprezydent Zabrza.

## Życiorys
Urodził się i wychował w Zabrzu. Uczęszczał do szkoły podstawowej nr 37, a następnie do II LO w Zabrzu. Z wykształcenia prawnik. Absolwent Wydziału Prawa i Administracji Uniwersytetu Śląskiego w Katowicach (dyplom 1998 r.). Laureat I nagrody w ogólnopolskim konkursie Towarzystwa Ubezpieczeń i Reasekuracji „Warta” na najlepszą pracę magisterską i doktorską w dziedzinie ubezpieczeń. W 2004 r. uzyskał uprawnienia zarządcy nieruchomościami nadane przez Prezesa Urzędu Mieszkalnictwa i Rozwoju Miast. W 2006 r. ukończył podyplomowe studia menedżerskie Szkoły Głównej Handlowej w Warszawie. Współzałożyciel lokalnego stowarzyszenia „Skuteczni dla Zabrza”, z którego nominacji trzykrotnie był wybierany na radnego Rady Miejskiej Zabrza (2010, 2014, 2018). W latach 2006-2024 pełnił funkcję I zastępcy prezydenta Zabrza, Małgorzaty Mańki–Szulik. W 2020 roku złożył egzamin adwokacki i został wpisany na listę adwokatów Izby adwokackiej w Katowicach.
Współpracownik Wydawnictwa Prawniczego LexisNexis sp. z o.o. w zakresie opracowywania porad i wyjaśnień publikowanych w wydawnictwie elektronicznym Lexpolonica. Publikował także w Rzeczpospolitej, Gazecie Ubezpieczeniowej, Prawie Asekuracyjnym, Administratorze, Gościu Niedzielnym, Naszym Zabrzu Samorządowym. Przewodniczący Rady Fundacji Górnika Zabrze (od 2012).
Biograf króla Stanisława Leszczyńskiego. Książka jego autorstwa pt. „Stanisław Leszczyński. Król Polonus” została przetłumaczona i wydana w języku niemieckim i francuskim. Autor trzech biografii – Karola Goduli, Guido Henckel von Donnermarcka i Jerzego Ziętka obejmujących chronologicznie 200 lat górnośląskiej historii.
Interesuje się nieruchomościami, legislacją, polityką, regionalizmem i sportem.

## Nagrody i wyróżnienia
- Laureat I nagrody w ogólnopolskim konkursie Towarzystwa Ubezpieczeń i Reasekuracji „Warta” na najlepszą pracę magisterską i doktorską w dziedzinie ubezpieczeń[3]
- Medal Gwiazdy Amicus Templi (2021)[8],
- Złoty Laur Umiejętności i Kompetencji (2022) Regionalnej Izby Gospodarczej w Katowicach[9],
- tytuł „Honorowego Ambasadora Leszna”[10] (2023) nadany przez prezydenta Leszna Łukasza Borowiaka.

## Publikacje
- Krzysztof Lewandowski, Sport w Zabrzu, Zabrze: Na zlec. Urzędu Miejskiego wydał Zabrzański Informator Samorządowy, 2001, ISBN 978-83-908115-9-8, OCLC 749447635 [dostęp 2021-05-30]. Brak numerów stron w książce
- Krzysztof Lewandowski, Zarządzanie nieruchomościami, Warszawa: "LexisNexis", 2005, ISBN 978-83-7334-523-2, OCLC 71127265 [dostęp 2021-05-30] (pol.). Brak numerów stron w książce
- Krzysztof Lewandowski, Ubezpieczenie nieruchomości, Warszawa: Wydawn. Prawnicze LexisNexis, 2006, ISBN 978-83-7334-648-2, OCLC 915868805 [dostęp 2021-05-30] (pol.). Brak numerów stron w książce
- Krzysztof Lewandowski, Zostać milionerem według Karola Goduli, Katowice: ASPiK, 2010, ISBN 978-83-926442-9-3, OCLC 751355135 [dostęp 2021-05-30] (pol.). Brak numerów stron w książce
- Krzysztof Lewandowski, Guido Henckel von Donnersmarck – życie skandalisty, Warszawa: Warszawska Firma Wydawnicza, 2013, ISBN 978-83-7805-618-8, OCLC 827733024 [dostęp 2021-05-30] (pol.). Brak numerów stron w książce
- Krzysztof Lewandowski, Karol Godula: zostać milionerem, Warszawa: Warszawska Firma Wydawnicza, 2014, ISBN 978-83-7805-400-9, OCLC 876451363 [dostęp 2021-05-30] (pol.). Brak numerów stron w książce
- Krzysztof Lewandowski, Wojewoda śląski Jorg: w kotle czarownic, 2020, ISBN 978-83-8159-223-9, OCLC 1155919799 [dostęp 2021-05-30] (pol.). Brak numerów stron w książce
- Krzysztof Lewandowski, Król Stanisław Leszczyński. Leszno – Warszawa – Zweibrücken – Nancy, Leszno: Urząd Miasta Leszna, 2021, ISBN 978-83-62200-37-5 (pol.). Brak numerów stron w książce
- Krzysztof Lewandowski, Stanisław Leszczyński. Król Polonus, Leszno: Drukarnia: Mprint.pl, 2022, ISBN 978-83-937919-3-4 (pol.). Brak numerów stron w książce
- Krzysztof Lewandowski, Wojciech Lewandowski, Mój świętej pamięci syn, Brzezia Łąka: Wydawnictwo Poligraf, 2023, ISBN 978-83-8308-060-4 (pol.). Brak numerów stron w książce